# Кособуцкий, Жан Сергеевич
Жан Сергеевич Кособуцкий (род. 13 ноября 1988, Аркалык, Кустанайская область, Казахская ССР, СССР) — казахстанский боксёр-профессионал, выступающий в тяжёлой весовой категории. Мастер спорта Республики Казахстан международного класса, серебряный призёр Универсиады (2013), трёхкратный чемпион Казахстана (2010, 2012, 2013) в любителях.
Среди профессионалов бывший чемпион по версиям WBC International (2022—2023), WBC International Silver (2021—2022) и IBO Inter-Continental (2019—2021) в тяжёлом весе.
Лучшая позиция по рейтингу BoxRec — 24-я (июль 2022) и является 1-м среди казахстанских боксёров тяжёлой весовой категории, а среди основных международных боксёрских организаций занимает: 8-ю позицию в рейтинге WBC и 8-ю позицию в рейтинге WBA, — входя в ТОП-25 лучших тяжёловесов всего мира.

## Биография
Родился в Аркалыке, проживает в Костанае, по национальности белорус. Тренируется у своего отца Сергея Николаевича Кособуцкого. Окончил Костанайский государственный педагогический институт, факультет физической культуры, спорта и туризма.

## Любительская карьера
Трёхкратный чемпион Казахстана (2010 — до 91 кг, 2012 и 2013 — свыше 91 кг) и серебряный призёр 2009 года (в финале 91 кг уступил земляку Василию Левиту), бронзовый призёр 2011 года (в весе свыше 91 кг).
В июне 2012 года выиграл международный турнир класса «А» памяти Героя Советского Союза И. В. Ливенцева в Минске (Белоруссия), победив чемпиона мира-2011 Магомедрасула Меджидова (Азербайджан).
В 2013 году стал серебряным призёром Летней Универсиады в Казани (Россия). В финале (свыше 91 кг) уступил по очкам чемпиону Европы-2011 россиянину Магомеду Омарову из Дагестана.

## Профессиональная карьера
В начале 2015 года Кособуцкий подписал контракт c американской промоутерской компанией Fight Promotions. Но контракт сорвался по вине американской стороны и боксёр решил работать с российским промоутером уроженцем Казахстана Владимиром Хрюновым.
23 сентября 2017 года в городе Борисове (Белоруссия) состоялся дебютный бой в профессиональном боксе, в котором Кособуцкий победил техническим нокаутом в 1-м же раунде опытного латвийца Эдгарса Калнарса (27-39-1).
9 ноября 2019 года в Гамбурге (Германия), досрочно победил нокаутом в 1-м же раунде небитого хорвата Агрона Смакичи (15-0), и завоевал вакантный титул чемпиона по версии IBO Inter-Continental в тяжёлом весе.
20 февраля 2021 года в Гамбурге (Германия), досрочно победил нокаутом в 4-м раунде опытного нигерийца Онориоде Эвариеме (18-1), и завоевал вакантный титул чемпиона по версии WBA International в тяжёлом весе.
21 августа 2021 года в Гамбурге (Германия), досрочно нокаутом во 2-м раунде победил опытного американского гейткипера Джоуи Давейко (21-8-4), и защитил титул чемпиона по версии WBA International (1-я защита Кособуцкого) в тяжёлом весе.
21 мая 2022 года в Гамбурге (Германия), досрочно путём отказа от продолжения боя после 5-го раунда победил опытного возрастного француза Жоана Дюопа (39-6), и завоевал вакантный титул чемпиона по версии WBC International в тяжёлом весе.
5 ноября 2022 года в Оберхаузене (Германия), досрочно нокаутом в 3-м раунде победил ранее небитого немца Хуссейна Мухамеда (17-0), и защитил титул чемпиона по версии WBC International (1-я защита Кособуцкого) в тяжёлом весе.

### Бой с Эфе Аджагбой
26 августа 2023 года в Талсе (США), прошёл вечер бокса в соглавном бою, где Жан Кособуцкий вышел против нигерийца Эфе Аджагбы (17-1, 14 КО) и был дисквалифицирован в 4-м раунде за многократные удары соперника ниже пояса. Надо отметим что соперник Кособуцкого неоднократно и с большой переодичностью наносил удары по корпусу, но из-за необычной защиты корпуса Кособуцким эти удары ненамеренно соскальзывали ниже пояса. И в 3-м раунде Кособуцкий нанёс намеренный удар сопернику ниже пояса, после которого бой был остановлен, и рефери дал Аджагбе восстановиться и снял балл с Кособуцкого, а вскоре после продолжения боя Кособуцкий вновь ударил ниже пояса и получил еще одно предупреждение. Также и Аджагбе было сделано замечание за удар ниже пояса. В 4-м раунде Кособуцкий нанёс еще один удар ниже пояса, и рефери остановил бой и дисквалифицировал казахстанского боксера.

## Статистика профессиональных боёв
В таблице перечислены результаты всех поединков боксёров.
В каждой строке указан результат поединка. Дополнительно номер поединка обозначен цветом, который обозначает итог поединка. Расшифровка обозначений и цветов представлена в нижеследующей таблице.
| Пример | Расшифровка                     |
| ------ | ------------------------------- |
|        | Победа                          |
|        | Ничья                           |
|        | Поражение                       |
|        | Планируемый поединок            |
|        | Поединок признан несостоявшимся |
| КО     | Нокаут                          |
| ТКО    | Технический нокаут              |
| PTS    | Решение судей (по очкам)        |
| UD     | Единогласное решение судей      |
| MD     | Решение большинства судей       |
| SD     | Раздельное решение судей        |
| RTD    | Отказ от продолжения боя        |
| DQ     | Дисквалификация                 |
| NC     | Поединок признан несостоявшимся |

| 20 поединков, 19 побед (18 нокаутом), 1 поражение. | 20 поединков, 19 побед (18 нокаутом), 1 поражение. | 20 поединков, 19 побед (18 нокаутом), 1 поражение. | 20 поединков, 19 побед (18 нокаутом), 1 поражение. | 20 поединков, 19 побед (18 нокаутом), 1 поражение.                | 20 поединков, 19 побед (18 нокаутом), 1 поражение. | 20 поединков, 19 побед (18 нокаутом), 1 поражение.                                          |
| Бой                                                | Рекорд                                             | Дата боя                                           | Соперник                                           | Место проведения боя                                              | Результат                                          | Дополнительно                                                                               |
| -------------------------------------------------- | -------------------------------------------------- | -------------------------------------------------- | -------------------------------------------------- | ----------------------------------------------------------------- | -------------------------------------------------- | ------------------------------------------------------------------------------------------- |
| 20                                                 | 19-1                                               | 26 августа 2023                                    | Эфе Аджагба (17-1)                                 | Hard Rock Hotel & Casino, Талса, Оклахома, США                    | DQ 4 (10), 0:33                                    | Бой за вакантный титул чемпиона по версии WBC Silver в тяжёлом весе.                        |
| 19                                                 | 19-0                                               | 5 ноября 2022                                      | Хуссейн Мухамед (17-0)                             | Rudolf Weber-Arena, Оберхаузен, Северный Рейн-Вестфалия, Германия | KO 3 (10), 1:35                                    | Защитил титул чемпиона по версии WBC International (1-я защита Кособуцкого) в тяжёлом весе. |
| 18                                                 | 18-0                                               | 21 мая 2022                                        | Жоан Дюопа (39-6)                                  | Inselparkhalle, Wilhelmsburg, Гамбург, Германия                   | RTD 5 (10), 3:00                                   | Завоевал вакантный титул чемпиона по версии WBC International в тяжёлом весе.               |
| 17                                                 | 17-0                                               | 20 ноября 2021                                     | Алексис Гарсия (11-0)                              | Universum Gym, Гамбург, Германия                                  | TKO 5 (10), 0:50                                   | Завоевал вакантный титул чемпиона по версии WBC International Silver в тяжёлом весе.        |
| 16                                                 | 16-0                                               | 21 августа 2021                                    | Джоуи Давейко (21-8-4)                             | Universum Gym, Гамбург, Германия                                  | KO 2 (12), 2:07                                    | Защитил титул чемпиона по версии WBA International (1-я защита Кособуцкого) в тяжёлом весе. |
| 15                                                 | 15-0                                               | 20 февраля 2021                                    | Онориоде Эвариеме (18-1)                           | Universum Gym, Гамбург, Германия                                  | KO 4 (12), 1:13                                    | Завоевал вакантный титул чемпиона по версии WBA International в тяжёлом весе.               |
| 14                                                 | 14-0                                               | 4 августа 2020                                     | Камиль Соколовский (9-17-2)                        | DiaMond, Минск, Белоруссия                                        | KO 10 (10), 1:46                                   |                                                                                             |
| 13                                                 | 13-0                                               | 6 марта 2020                                       | Абрахам Табул (17-3-1)                             | Caesars Palace Dubai, Дубай, ОАЭ                                  | TKO 2 (8), 1:30                                    |                                                                                             |
| 12                                                 | 12-0                                               | 9 ноября 2019                                      | Агрон Смакичи (15-0)                               | Kuppel, Гамбург, Германия                                         | KO 1 (10), 2:40                                    | Завоевал вакантный титул чемпиона по версии IBO Inter-Continental в тяжёлом весе.           |
| 11                                                 | 11-0                                               | 16 сентября 2019                                   | Осборн Мачимана (23-11-2)                          | Корстон Клуб, Москва, Россия                                      | KO 1 (6), 2:59                                     |                                                                                             |
| 10                                                 | 10-0                                               | 24 апреля 2019                                     | Уильямс Окандо (20-7)                              | Клуб Журавинка, Минск, Белоруссия                                 | TKO 2 (6), 1:20                                    |                                                                                             |
| 9                                                  | 9-0                                                | 29 января 2019                                     | Срджан Говедарица (6-6)                            | Astoria Riverside, Минск, Белоруссия                              | TKO 1 (6), 2:34                                    |                                                                                             |
| 8                                                  | 8-0                                                | 29 ноября 2018                                     | Александр Нехайчик (1-3)                           | Клуб Журавинка, Минск, Белоруссия                                 | TKO 2 (6), 1:17                                    | Технический нокаут во 2 раунде, после 4-х нокдаунов.                                        |
| 7                                                  | 7-0                                                | 17 сентября 2018                                   | Константин Довбыщенко (3-1)                        | Crazy Horse Club, Минск, Белоруссия                               | PTS 6                                              | Счёт: 60-54.                                                                                |
| 6                                                  | 6-0                                                | 17 июня 2018                                       | Ираклий Гвенетадзе (7-7)                           | КВЦ «Парковый», Киев, Украина                                     | RTD 1 (6), 3:00                                    |                                                                                             |
| 5                                                  | 5-0                                                | 25 мая 2018                                        | Гогита Горгиладзе (9-25)                           | Прайм холл, Минск, Белоруссия                                     | TKO 2 (6), 0:13                                    |                                                                                             |
| 4                                                  | 4-0                                                | 22 февраля 2018                                    | Максим Педюра (14-11-1)                            | Crazy Horse Club, Минск, Белоруссия                               | TKO 1 (8), 1:50                                    |                                                                                             |
| 3                                                  | 3-0                                                | 21 декабря 2017                                    | Александр Нестеренко (9-8)                         | УСК «Крылья Советов», Москва, Россия                              | KO 1 (8), 2:02                                     |                                                                                             |
| 2                                                  | 2-0                                                | 21 ноября 2017                                     | Олег Заблотский (0-4)                              | Клуб Журавинка, Минск, Белоруссия                                 | ТКО 4 (6), 1:44                                    |                                                                                             |
| 1                                                  | 1-0                                                | 23 сентября 2017                                   | Эдгарс Калнарс (27-39-1)                           | Дворец культуры, Борисов, Белоруссия                              | TKO 1 (4), 2:42                                    | Профессиональный дебют.                                                                     |
| Бой                                                | Рекорд                                             | Дата боя                                           | Соперник                                           | Место проведения боя                                              | Результат                                          | Дополнительно                                                                               |